# Geltsdale
Geltsdale – osada (hamlet) w Anglii, w Kumbrii, w dystrykcie (unitary authority) Cumberland. W 2001 roku civil parish liczyła 6 mieszkańców.